# BNTU Minsk
Le BNTU Minsk ou BNTU-BelAZ Minsk Reg. (anciennement Politechnik Minsk et No. 6 Minsk) est un club biélorusse de handball féminin basé à Minsk.

## Palmarès
- Championnat de Biélorussie
  - Vainqueur (24) : 1993, 1994, 1995, 1996, 1997, 1998, 1999, 2000, 2001, 2002, 2003, 2004, 2005, 2006, 2007, 2009, 2010, 2011, 2012, 2013, 2014, 2015, 2018, 2021
  - Deuxième (5): 2008, 2016, 2017, 2019, 2020
- Coupe de Biélorussie
  - Vainqueur (16) : 1998, 1999, 2000, 2001, 2002, 2003, 2004, 2005, 2006, 2009, 2010, 2011, 2012, 2013, 2014, 2018
  - Finaliste (5): 2008, 2015, 2016, 2017, 2019